# جذوه

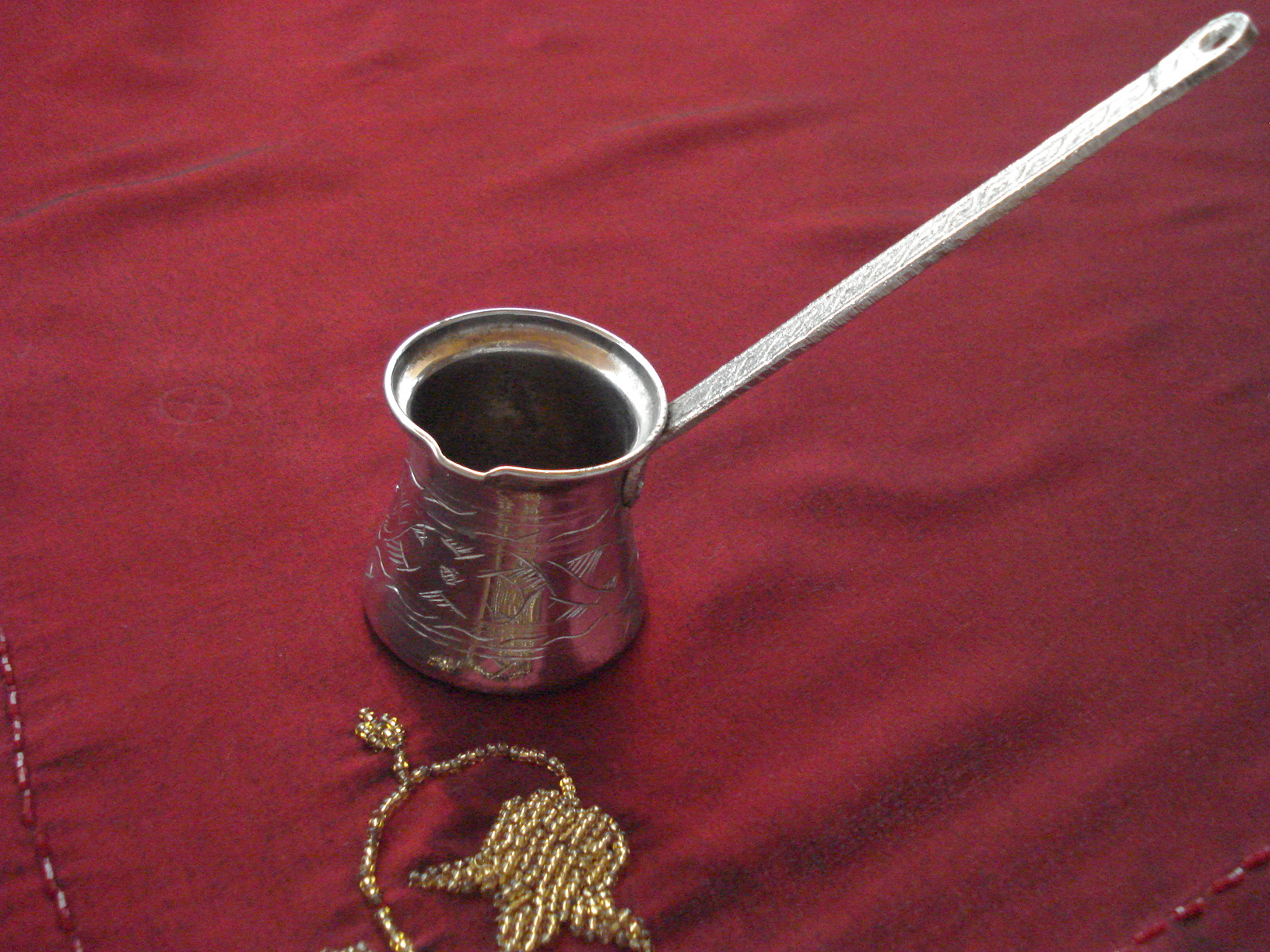
جذوه

جذوه (به عربی: جذوة، به ترکی عثمانی: جذوه، به ترکی استانبولی: Cezve) نام دیگر آن ایبریک (به انگلیسی Ibrik) نوعی قهوه‌جوش است که برای تهیهٔ قهوه ترک به‌کار می‌رود. بدنه آن از فولاد ضد زنگ، برنج، مس یا سرامیک ساخته شده‌است. این ظرف دارای دسته‌ای بلند است که از سوختن احتمالی دست جلوگیری می کند. لبه‌دار بودن آن، ریختن قهوه در فنجان را آسان‌تر می‌کند. باریک تر بودن دهانه جذوه سبب تشکیل کف روی قهوه میشود.

## نام
نام جذوه در اصل از زبان عربی آمده‌است که به معنی تکه‌چوب یا زغال‌سنگ مشتعل است و احتمالاً به دلیل شیوه گرم‌کردن این ظرف گلدانی شکل چنین نامگذاری شده‌است.